# Robert J. Flaherty

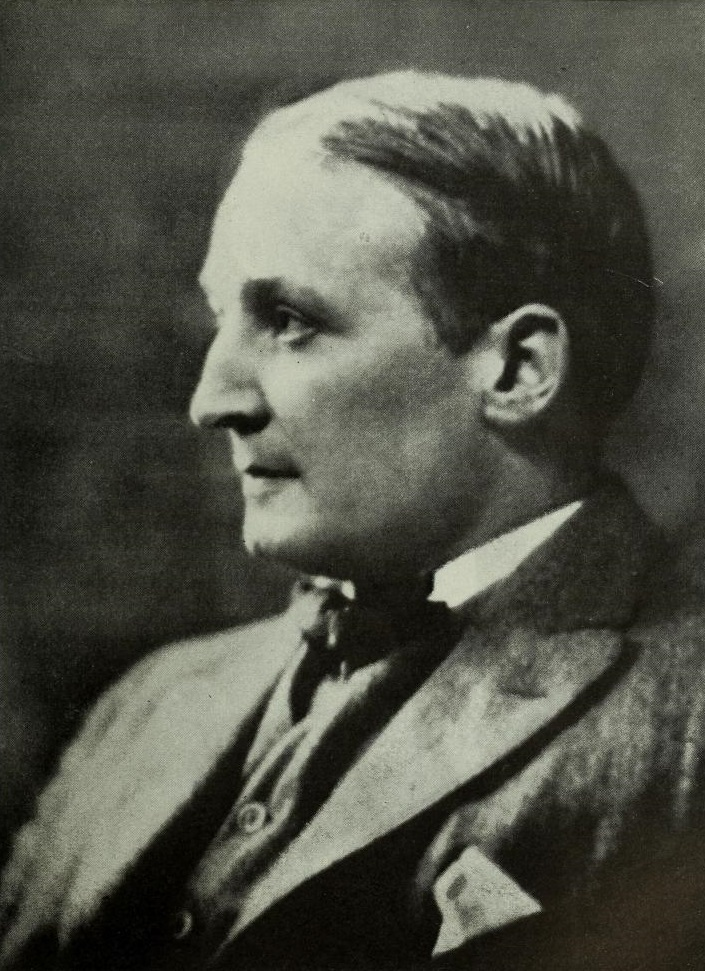
Robert J. Flaherty

Robert Flaherty, född 16 februari 1884 i Iron Mountain, död 23 juli 1951 i Dummerston, var en amerikansk filmregissör.
Flaherty skapade den första kommersiellt framgångsrika dokumentärfilmen i långfilmsformat, Nanook, köldens son.

## Biografi
Flaherty började sin karriär som malmletare i Hudson Bay i Kanada och blev upptäcktsresanden som kallats ”dokumentärfilmens fader”, även om hans filmer skildrar en verklighet som är sedd genom ett konstnärstemperament.
Han skildrar med förkärlek människan i primitiva samhällen och hennes kamp mot naturen. Hans mest berömda film, Nanook, köldens son, är ett resultat av 16 månaders liv bland inuiter på Grönland.
I filmen ”Moana, solens son” skildrar han livet på Samoaöarna och i ”Mannen från Aran” fiskarbefolkningen på en irländsk ö.
Flaherty samarbetade ibland regissörerna John Grierson och F. W. Murnau.

## Filmografi (urval)
- Nanook, köldens son (Nanook of the North) (1922)
- The Pottery Maker (1925)
- Moana, solens son (Moana) (1926)
- The Twenty-four Dollar Island (1927) koer dokumentär om New York City
- White Shadows in the South Seas (1928)
- Acoma the Sky City (1929; ofullbordad)
- Tabu (1931, tillsammans med F. W. Murnau
- Industrial Britain (1931)
- Man of Aran (1934)
- Elephant Boy (1937)
- The Land (1942) 45-minuters dokumentär gjord för USA:s jordbruksdepartement
- Louisiana Story (1948)
- The Titan: Story of Michelangelo (1950)